# Cathédrale Saint-Vincent de Chalon-sur-Saône
Cette  cathédrale n’est pas la seule cathédrale Saint-Vincent.
La cathédrale Saint-Vincent de Chalon-sur-Saône est une cathédrale catholique située place Saint-Vincent, à Chalon-sur-Saône, dans le département français de Saône-et-Loire. C'est l'un des principaux monuments de la ville.

## Origine
L’origine de cette cathédrale reste très vague. On parle des IVe et Ve siècles. Ce que l’on sait, c’est que la première église fut édifiée sur l’ancien rempart gallo-romain et qu’elle occupa la place d’un temple antique. Et ceci est confirmé par la découverte d’une statue votive de Mercure dans le sanctuaire de la cathédrale en 1776, d’un autel dédié au dieu Mars derrière le chevet en 1850 et des effigies présumées de Marc-Aurèle trouvées au Doyenné en 1908.
L’église primitive que saint Agricole avait agrandie, fut détruite par les Sarrasins et reconstruite par Charlemagne qui y convoqua un grand concile en 813 (entre-temps, l’église qui était placée sous le patronage de saint Étienne fut placée, vers 542, sous le patronage de saint Vincent).
La cathédrale actuelle fut bâtie entre 1090 et 1522. On en doit la chronologie à l'abbé Salis (mort en 1970), qui connaissait tout de saint Vincent et qui avait consacré une partie de sa vie à en percer les mystères. De cette chronologie en résultent deux principales périodes : l'âge roman et l'âge gothique.
- En ce qui concerne l'âge roman, il fut partagé en trois chantiers. 
  - Le premier chantier durera de 1090 à 1100 duquel il subsiste les chapelles à absidioles sud et nord.
  - Le deuxième chantier, durera de 1120 à 1130 dont il reste le rez-de-chaussée du chœur et les bras du transept.
  - Vers 1150 le troisième commença : il en reste les piliers et les arcades de la nef centrale et les deux bas-côtés.
- L'âge gothique fut plus important que l'âge roman, puisqu'il en résulte quatre chantiers. Il durera de 1220 à 1522 où l'on construisit vers 1220 :
  - l'abside du chœur,
  - la voûte de la croisée du transept,
  - la chapelle du chevet,
  - la salle capitulaire.

Vers 1310 on construisit les murs de la nef. De 1380 à 1429 le chantier des voûtes de la nef et des murs du cloître commença, et de 1400 à 1522 on construisit les chapelles des bas-côtés, les voûtes et le cloître.
L'histoire de la construction de la cathédrale Saint-Vincent fut longue et complexe. Elle constitue, en quelque sorte, un résumé de l'histoire architecturale et religieuse de la Bourgogne.

## Description

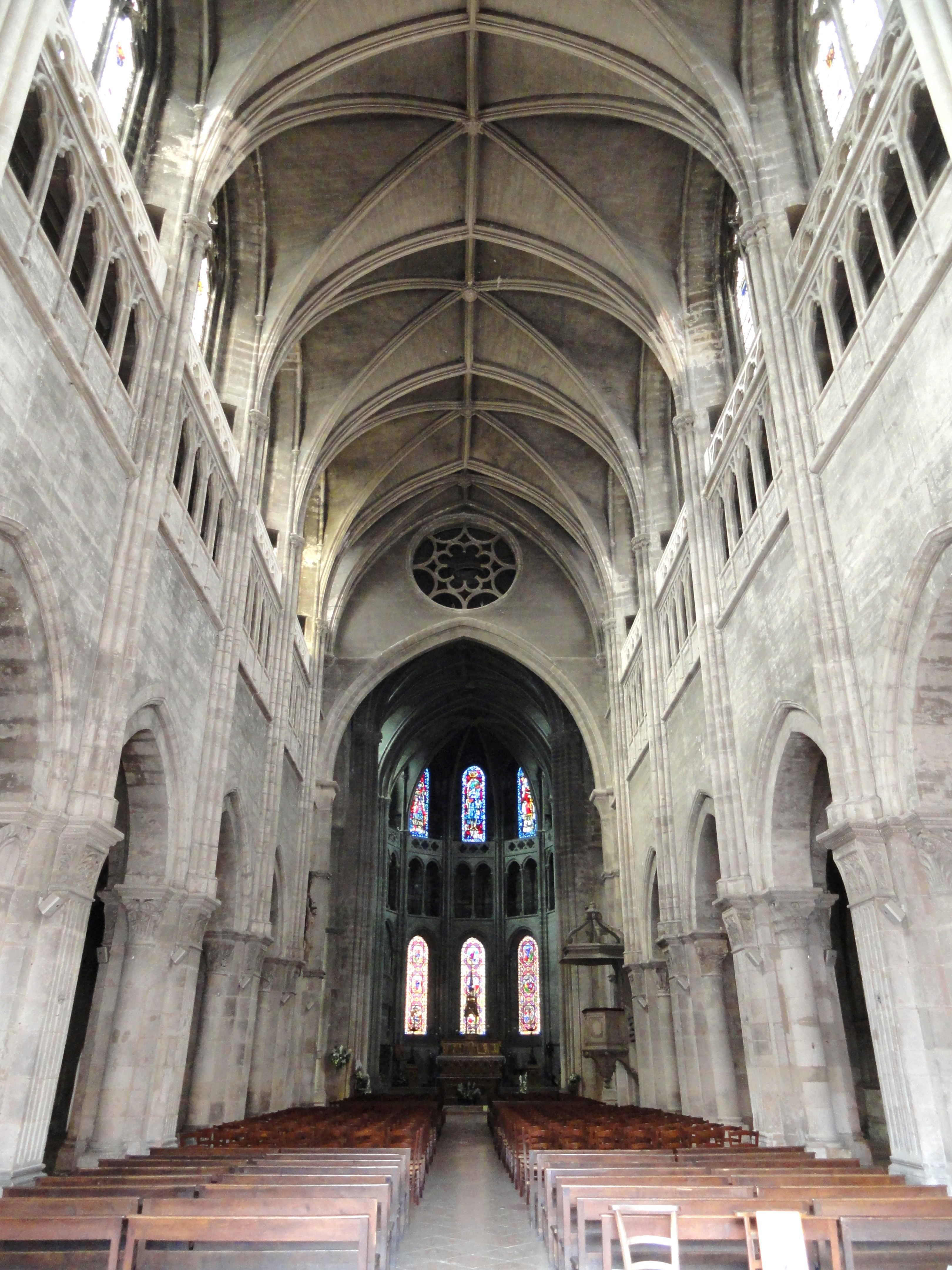
Intérieur de la cathédrale Saint-Vincent

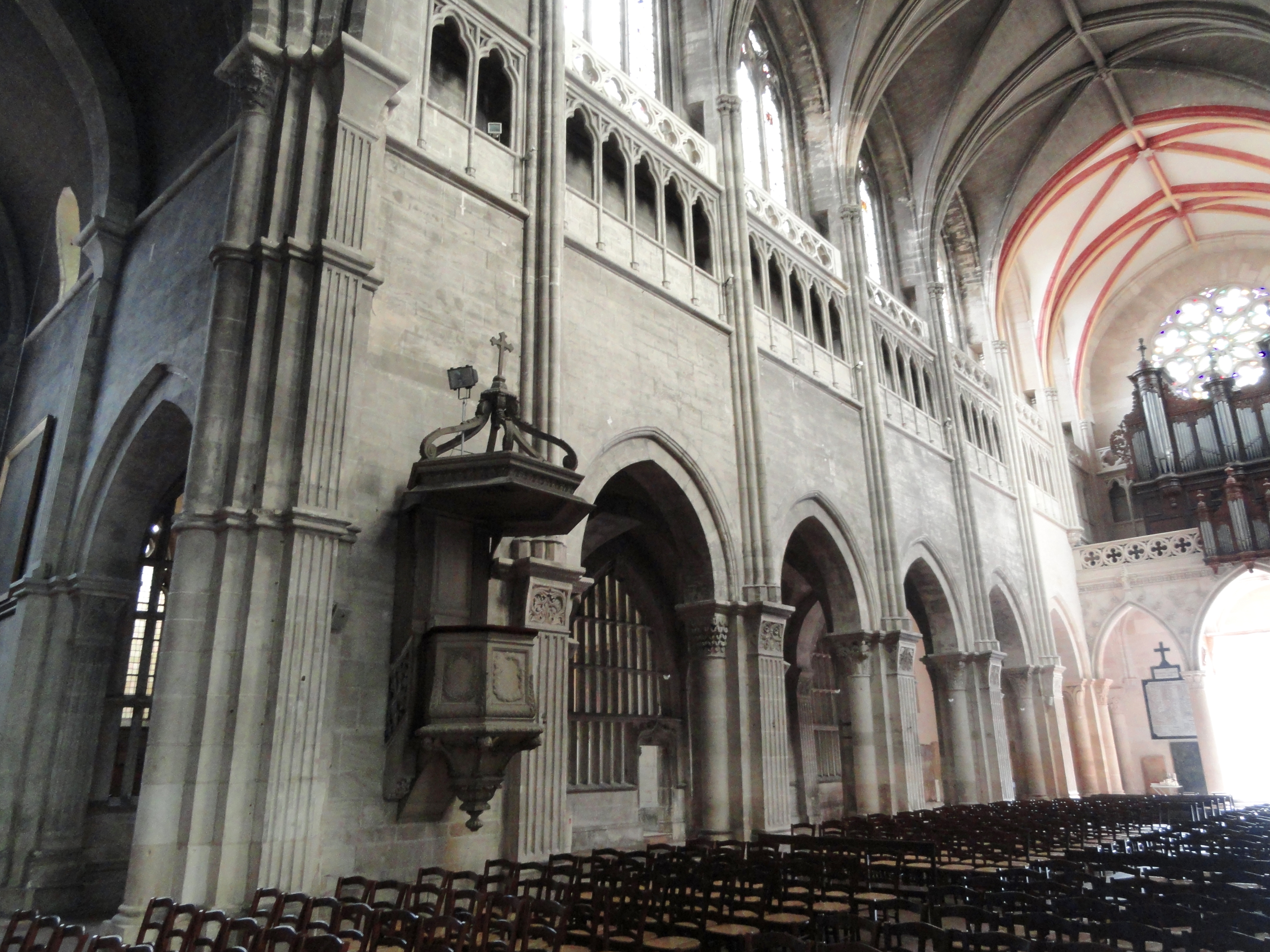
Intérieur de la cathédrale Saint-Vincent

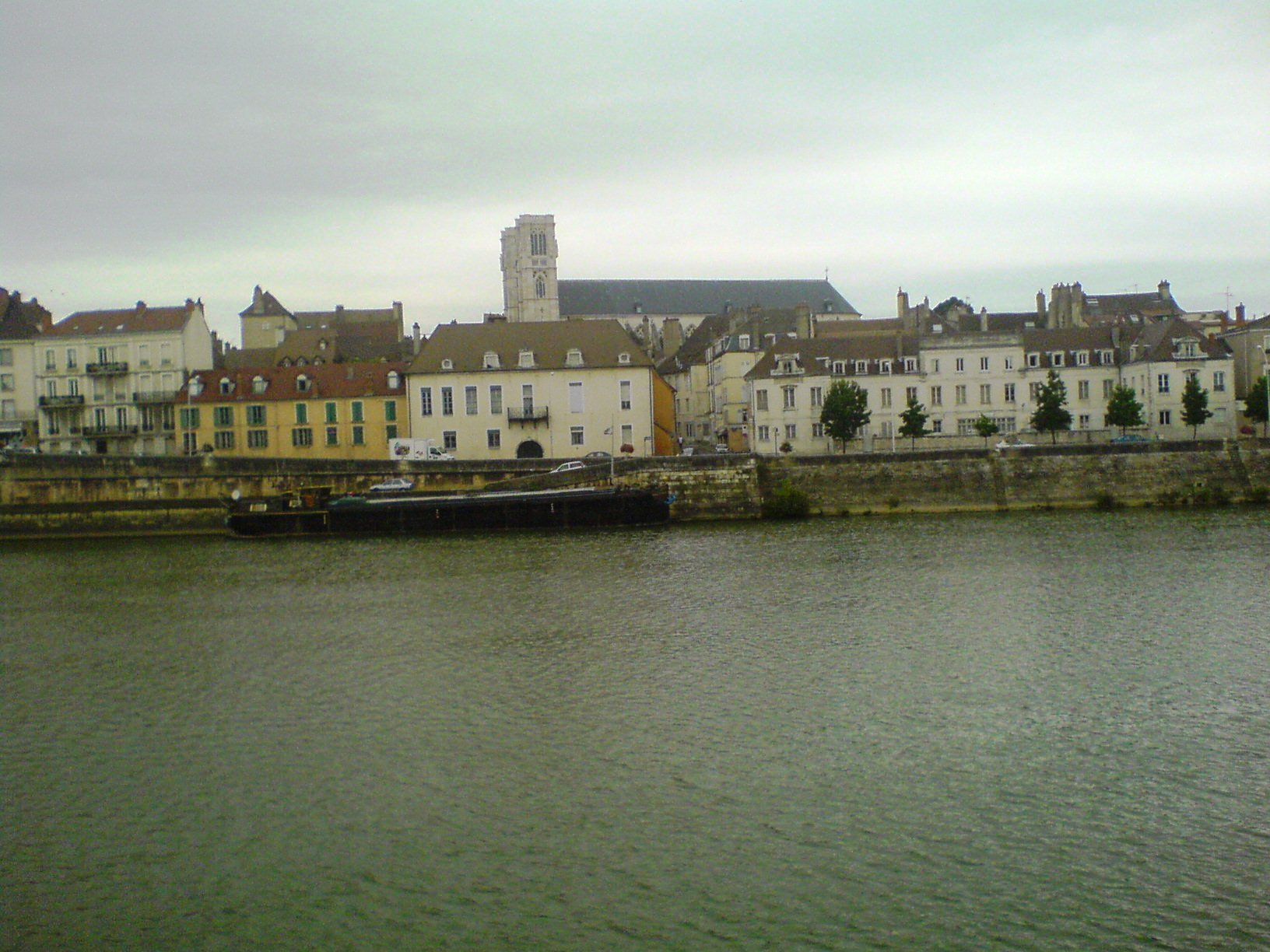
La cathédrale Saint-Vincent vue depuis l'île Saint-Laurent

Ancien siège du diocèse de Chalon-sur-Saône, la cathédrale Saint-Vincent s’élève au cœur de la ville ancienne.
La façade ouest, qui se dresse au-dessus du marché de la place Saint-Vincent et qui date du XIXe siècle (elle fut construite de 1822 à 1844), fut la première à adopter le style néo-gothique (elle remplace celle, qui a été détruite et qui comportait un clocher roman). Constituée d'un porche en terrasse (œuvre de Lebas), elle est surmontée du pignon de la nef centrale avec rose ajourée. On la doit à l'architecte lyonnais Antoine Chenavard.
Cette façade est aussi flanquée de deux tours carrées symétriques, hautes de 42 mètres, du gothique flamboyant, que l'architecte proposa en 1827, car les deux anciennes tours commençaient à s’effondrer. Ces deux tours, qui sont aux extrémités droite et gauche de la façade, sont couronnées de seize statues des saints patrons des quartiers et des communes chalonnaises (saint Georges, saint Laurent, saint Vincent, saint Jean, sainte Marthe, saint Paul). Ces statues furent sculptées par un certain Étienne de Saptes.
De l'extérieur, encore, en ce qui concerne le transept, son extrémité est percée par une petite porte gothique, surmontée d’un tympan. Un jardin entoure le chevet et longe l'absidiole nord romane, puis contourne l'absidiole majeure gothique. Tandis que le cloître (de style flamboyant et aux colonnes portant des arcs trilobés) et le presbytère (demeure du doyen des chanoines de Saint-Vincent), collés l'un à l'autre, longent le collatéral sud de la cathédrale.
Cet édifice se compose de trois nefs (dont une nef centrale), d'un transept saillant, d'un chœur et d'un sanctuaire. Et pour André Salis, «  les dimensions mêmes sont symboliques ainsi que la structure. Ici la longueur intérieure est de 62,93 mètres ; la largeur totale de 21,39 mètres ; la nef centrale a 32,55 mètres de long, 10,24 mètres de large. Ces dimensions exprimées en mesures locales du XIe siècle, se révèlent des multiples des chiffres sacrés sept (pour les longueurs) et trois (pour les largeurs) ».
Précisément dans la nef centrale, qui se compose de piles flamboyantes (pilastres cannelés, colonnes engagées et bases moulurées), ont été montées sur des arcs brisés, assis sur des piliers romans (datant de la seconde moitié du XIIe siècle) des faisceaux à colonnettes. Au premier étage, un triforium (une galerie) à balustrade pleine est visible et permet de circuler dans l'épaisseur des murs. Entre les faisceaux à colonnes gothiques appuyées aux chapiteaux romans, chaque travée comporte cinq arcatures à sommet trilobé.
Ensuite au deuxième étage, une deuxième galerie, la coursière, à balustrade ajourée de quatre-feuilles, se met à jour. Quant à la voûte, qui est à plus de 24 mètres du sol, elle est sur croisée d'ogives et est complétée par une nervure axiale, la lierne. La nef s'achève donc après sept travées franchies, par une curiosité architecturale : une grande rose intérieure. Gothique, elle est percée au-dessus de l'arc roman, qui sépare la nef centrale du transept (c'est un vestige du temps où la nef, encore romane, couverte d'un plafond plat, était plus basse que le transept). Cet arc franchi, on arrive dans la croisée du transept.
Cette croisée se compose de piliers et d'arcs romans, ainsi que d'une voûte gothique. Initialement, elle devait être éclairée par trois faces : à l'ouest, éclairé par la rose, et au nord et sud, éclairée par deux baies géminées surmontées d'un oculus, mais qui aujourd'hui sont murées. Quant aux bras du transept, ils possèdent deux travées.
La croisée du transept franchie, on arrive au chœur, qui est surmonté de deux marches. Comme la croisée du transept, il possède des piliers et des arcs romans, plus raffinés. Le triforium, qui s'était arrêté avec la croisée du transept, reprend. Mais cette fois-ci, il est plus aérien et plus proche des sommets des arcs. Et chaque travée comporte trois baies dont les arcs brisés sont portés par des piles cylindriques.
En ce qui concerne la deuxième galerie, au niveau du chœur, elle fut originairement sans balustrade, mais au cours du XIVe siècle elle se voit rajouter sur son côté sud une balustrade ajourée de quatre-feuilles. Quant aux voûtes gothiques, elles sont renforcées par deux arcs importants à l'entrée du chœur et à celle du sanctuaire.
Pour accéder à ce dernier, il suffit de franchir trois marches. Il est entièrement gothique, car l'abside semi-circulaire a été remplacée par cette abside à cinq pans. Les trois fenêtres du rez-de-chaussée sont encadrées de deux colonnettes. Et une tapisserie, placée en 1965, provenant de Bruxelles, et datant de 1510, vient agrémenter la splendeur de ce sanctuaire. Haute de 6,75 mètres et large de 7,15 mètres, elle représente trois images bibliques et de l'eucharistie.
Les deux collatéraux sont jalonnés de chapelles dont chacune évoque la piété de ce temps de ferveur qui les vit construire. 
- La première chapelle, côté nord, fut bâtie en 1424 par Oudot de Malain qui la dédia à saint Michel et sainte Catherine.
- La deuxième de style gothique flamboyant date de 1440.
- Tandis que la troisième associe le flamboyant et le style de la Renaissance ; elle fut construite en 1522 par des notables chalonnais et porte les vingt-quatre écussons de ces familles fondatrices.
- Les deux dernières chapelles sont plus modestes. Côté sud, le style roman prédomine. En effet ce collatéral est remarquable par ces grilles de pierres qui caractérisent le style bourguignon (que l'on retrouve notamment aussi à Saint-Gengoux-le-National). Il faut aussi noter, que la cinquième chapelle de ce collatéral est ornée d’une magnifique fresque de l'école bourguignonne de la fin du XVe siècle.

En de nombreux endroits de la cathédrale subsistent des vestiges de peintures murales anciennes, entre autres dans le cul-de-four de l'absidiole nord (chapelle de la Glorification de la Vierge Marie).
À noter : la cathédrale Saint-Vincent de Chalon-sur-Saône est la seule de Bourgogne à abriter dans ses murs la tombe de l'un de ses évêques : celle de Jean Germain, évêque de Chalon de 1436 à 1461.

## Les cloches
La cathédrale abrite trois cloches, à savoir un bourdon dans la tour de gauche et deux cloches plus petites logées dans la tour de droite :
- bourdon : cloche dénommée Jeanne-Henriette sonnant en sol2, fondue par Gédéon Morel, fondeur à Lyon, en 1853 ; elle pèse environ 5 200 kg et a 1,96 mètre de diamètre, ce qui en fait la plus grosse des cloches du diocèse d'Autun[12] ;
- cloche 2 : cloche sonnant en ré3, fondue par G. Morel en 1809 (elle pèse 1 000 kg) ;
- cloche 3 : cloche sonnant en sol3, fondue par G. Morel en 1860 (elle pèse 600 kg).

## Grand orgue
L'orgue de tribune date de la fin du XVIIe siècle. Le buffet est classé au titre des monuments historiques en 1846, alors que la partie instrumentale est inscrite à titre objet en 1972. Le grand orgue initial subsista jusqu'en 1751. À cette date, on fit appel à Karl-Joseph Riepp (1710-1775), facteur d'orgues, qui construisit l'instrument actuel, initialement à quatre claviers et quarante-quatre jeux (réduit à trois claviers vers 1850).
Ce grand orgue a pour titulaire, depuis 1990, l'organiste Gérard Goudet (2018).

## Restauration
La cathédrale Saint-Vincent de Chalon-sur-Saône est classée monument historique depuis 1903, ses deux tours, étant, elles aussi, classées monuments historiques depuis le 25 novembre 1991 (plus de 2 millions d'euros ont été dépensés depuis 1984 pour la restauration).
La splendeur de la cathédrale Saint-Vincent ne se limite pas à l'architecture. Ainsi les chapiteaux de Saint-Vincent font l'objet d'études très fouillées. L'un d'eux mérite une particulière attention. Placé au-dessus du bénitier, et passe par l'expression la plus occidentale de Callisthène.
Quant aux vitraux modernes (1954) qui, par le haut, inondent l'édifice de leur lumière, ils sont l'œuvre de Pierre Choutet.
En 1972 a été restaurée l'une des œuvres les plus remarquables visibles dans la cathédrale : un retable peint de Richard Tassel daté de 1608, commandé par le comte de La Marche et exposé dans la chapelle Cardinale (fondée par Jean Rolin, évêque de Chalon de 1431 à 1436), fils du chancelier de Bourgogne Nicolas Rolin. Ce retable représente le Christ en croix entouré d'anges recueillant le sang des plaies du Christ, entre saint Anatoile (ermite de Salins) et saint Loup, évêque de Chalon vers l'an 800. Ce remarquable retable est en forme de triptyque. Le verso du retable, non visible en temps normal, représente, en grisaille, une Pietà.
En 1984-1985, dans la chapelle Renaissance fondée par Jean de Foucault, seigneur de Saint-Germain du Plain (et, à ce titre, dénommée la jeune Foucaude), a été restauré par les services techniques des Beaux-Arts le plus ancien vitrail de Saint-Vincent, du XVIe siècle, traité en grisaille, illustrant le chapitre 12 de l'Apocalypse et représentant, au centre, debout sur la lune, irradiée de soleil, la Vierge Marie, avec l'apôtre Jean sur sa gauche et le dragon sur sa droite. En effet, en 1978, ce vitrail avait été mutilé par des malfaiteurs qui, pour s'introduire dans la cathédrale, n'hésitèrent pas à le briser dans sa partie inférieure, composée de têtes d'anges. En parallèle furent réalisés par les Monuments historiques, les services municipaux et Les Amis de la cathédrale une restauration de cette chapelle : murs nettoyés, nervures sculptées du plafond décapées, rendant au lieu son caractère du XVIe siècle. 
Une association a particulièrement œuvré ces dernières décennies à la restauration de la cathédrale : Les Amis de la cathédrale Saint-Vincent de Chalon-sur-Saône, section de l'association « Les Amis du Vieux Chalon », fondée le 28 janvier 1972 à l'initiative de l'abbé André Commerçon (1917-2014), curé de la paroisse, dans le but de « sauvegarder, mettre en valeur et faire connaître la cathédrale et ses abords ».

### Le cloître
Après une dizaine d'années de fermeture pour des travaux de restaurations, le cloître est ré-ouvert aux publics depuis décembre 2019.